# Závěrečné titulky
Závěrečné titulky jsou přidávány na konec pořadu, filmu či seriálu. Na rozdíl od úvodních titulků seznamují s hereckým obsazením a s tvůrci díla podrobněji. Ve starších filmech před 60. lety 20. století, tuto úlohu plnily úvodní titulky a v závěru filmu bylo napsáno obvykle pouze „Konec“. Závěrečné titulky mohou obsahovat kromě textu i obrazový doprovod a obvykle jsou doprovázeny hudbou, jde-li o seriál, pak často jeho znělkou. 

## Historie
V samých počátcích filmu, okolo roku 1900, se závěrečné titulky neuváděly a informace byly v titulcích úvodních. Postupem času, jak informace v titulcích sílily, vznikly i závěrečné titulky, které nesou detailní informace o tvůrcích filmu.
Prvními významnými filmy se rozsáhlými závěrečnými titulky byly Cesta kolem světa za 80 dnů z roku 1956 a West Side Story z roku 1961. Změna se vysvětluje narůstající silou odborů v americkém filmu a současně narůstající komplikovaností vyráběných filmů. The New York Times uvedl v roce 2013, že nejméně 50 filmů uvedlo více než 2 000 jmen v titulcích, Iron Man 3 dokonce 3 700.

## Forma
V některých filmech se nacházejí na konci mezititulkové nebo potitulkové scény, které např. mohou naznačovat pokračování právě zhlédnutého filmu.

## Obsah
Závěrečné titulky mohou obsahovat jména osob, míst či firem, například:
Hlavní část objevující se často i v úvodních titulcích:
- Scénář, režie, produkce, hudba, kamera, střih, zvuk, architekt, pomocná režie, herecké obsazení

Další titulky - štáb a zázemí:
- Štáb: Vedoucí produkce, umělecký maskér, VFX Supervizor, režie druhého štábu, kamera druhého štábu. asistent produkce, hlavní ekonom, účetní, sekretářka produkce, druhý asistent produkce, manažer lokací, asistent lokací, dramaturgie, asistent dramaturgie, skript, druhý asistent režie, třetí asistent režie, asistent režie druhého štábu, skript druhého štábu, asistent režiséra, asistent producentů, vedoucí výpravy, rekvizitáři, střihači, výtvarník titulků, grafika, překladatel, odborný poradce pro historii, historik, výběr archivů, mistr zvuku, asistenti zvuku, hudební poradce, film o filmu, jazykový poradce, kaskadéři, letecké záběry, asistenti střihu, speciální efekty
- Doprovodné činnosti a zázemí: kompars, casting komparsu, koordinátoři komparsu, asistence na motivech, casting kaskadérů, Public Relations, historické předměty či vozidla, zvířata, koordinátor, mistr stavby, stavěči, stavební služba, kostiméři, švadleny, maskérky, osvětlovači, fotograf, mikrofonista, catering, natáčecí lokace, poděkování, věnování